# Sciapan Falkouski
Sciapan Mikałajewicz Falkouski, błr. Сцяпан Мікалаевіч Фалькоўскі, ros. Степан Николаевич Фальковский – Stiepan Nikołajewicz Falkowski (ur. 18 grudnia 1996 w Mińsku) – białoruski hokeista, reprezentant Białorusi.

## Kariera klubowa
- SDJuSzOR Junost' Mińsk do lat 18 (2012−2013)
- Junior Mińsk (2013–2015)
- MHK Junost' Mińsk (2013–2015)
- Junost' Mińsk (2014/2015)
- Ottawa 67’s (2015–2016)
- Adirondack Thunder (2016–2017)
- Ontario Reign (2017–2018)
- Manchester Monarchs (2018)
- Iowa Wild (2018-2018)
- Allen Americans (2018-2020)
- Manchester Monarchs (2019–2020)
- Dynama Mińsk (2020–2021)
- SKA Sankt Petersburg (2021-)

Jako wychowanek szkoły SDJuSzOR Junost' Mińsk w KHL Junior Draft w 2013 został wybrany przez klub Dynama Mińsk (runda 5, numer 148). Następnie rozwijał karierę w zespołach klubu Junost' Mińsk: w barwach Juniora Mińsk występował w drugiej lidze białoruskiej, a w barwach MHK Junost' Mińsk w rosyjskich rozgrywkach juniorskich MHL. W seniorskim zespole Junostii rozegrał jedno spotkanie w sezonie 2014/2015 białoruskiej ekstraligi. W drafcie z 2015 do kanadyjskich rozgrywek juniorskich CHL został wybrany przez klub Ottawa 67’s z podległej ligi OHL (runda 1, numer 42). W barwach tej drużyny rozegrał sezon 2015/2016. W drafcie NHL z 2016 został wybrany przez Calgary Flames (runda 7, numer 186). Do września przebywał na obozie Calgary Flames. Na początku października 2016, podpisał roczny kontrakt ze Stockton Heat z amerykańskiej ligi AHL, stanowiącym zespół farmerski dla Calgary Flames. Kilka dni później został przekazany do zespołu Adirondack Thunder w lidze ECHL. Od lipca 2017 zawodnik Los Angeles Kings (NHL), przekazany wówczas do afiliacji Ontario Reign w AHL. W październiku 2018 został przekazany do Manchester Monarchs. Pod koniec listopada 2018 został przetransferowany z Los Angeles Kings do Minnesota Wild w ramach NHL i jednocześnie przekazany do klubu AHL, Iowa Wild. Potem grał w Allen Americans i od marca 2019 także w Manchester Monarchs. W sierpniu 2020 podpisał próbny kontrakt z Dynama Mińsk. W czerwcu 2021 został zawodnikiem rosyjskiego klubu SKA Sankt Petersburg w toku wymiany za Szweda Lukasa Bengtssona. W kwietniu 2023 przedłużył kontrakt o trzy lata.

## Kariera reprezentacyjna
Występował w kadrach juniorskich kraju na turniejach mistrzostw świata do lat 18 w 2014 (Dywizja IA), do lat 20 w 2015 (Dywizja IA), 2016 (Elita). Wiosną 2016 został powołany do seniorskiej kadry Białorusi. W jej składzie uczestniczył w turniejach mistrzostw świata edycji 2018, 2021.

## Sukcesy
Reprezentacyjne
- Awans do MŚ Elity do lat 20: 2015

Indywidualne
- Mistrzostwa świata do lat 18 w hokeju na lodzie mężczyzn 2014/I Dywizja#Grupa A:
  - Dziewiąte miejsce w klasyfikacji kanadyjskiej turnieju: 5 punktów[22]
  - Drugie miejsce w klasyfikacji strzelców wśród obrońców turnieju: 2 gole[23]
  - Pierwsze miejsce w klasyfikacji asystentów wśród obrońców turnieju: 3 asysty
  - Pierwsze miejsce w klasyfikacji kanadyjskiej wśród obrońców turnieju: 5 punktów
- ECHL 2016/2017:
  - Pierwsze miejsce w klasyfikacji strzelców wśród obrońców w sezonie zasadniczym: 21 goli
  - Mecz Gwiazd ECHL
- ECHL 2019/2020:
  - Pierwsze miejsce w klasyfikacji strzelców wśród obrońców w sezonie zasadniczym: 15 goli
- KHL (2020/2021):
  - Najlepszy obrońca miesiąca - grudzień 2020[24]
- KHL (2022/2023):
  - Czwarte miejsce w klasyfikacji +/- w sezonie zasadniczym: +23
  - Pierwsze miejsce w klasyfikacji +/- w fazie play-off: +12